# Brian Kidd Ridley
Brian Kidd Ridley, meist als B. K. Ridley zitiert (* 2. März 1931; † 22. Mai 2024), war ein britischer theoretischer Festkörperphysiker, der sich mit Halbleitern (z. B. Transportprozesse, Modellierung von Bauteilen) befasste.

## Werdegang
Ridley war von 1956 bis 1964 an den Mullard-Research Laboratories in Redhill tätig. 1964 wurde er Lecturer, 1967 Senior Lecturer, 1971 Reader und 1984 Professor an der University of Essex. Ab 1990 hatte er eine Forschungsprofessur und 2008 emeritierte er.
Er war 1967 Gastprofessor an der Stanford University und der Cornell University (dort nochmals 1976 und ab 1990), 1969 an der Dänischen Technischen Universität in Lyngby, 1977 an der Universität Lund, 1981 an der University of California, Santa Barbara, 1983 an der Technischen Universität Eindhoven und 1973 an der Princeton University.
Mit Tom Watkins und Cyril Hilsum stellte er eine Theorie vor, die den negativen differentiellen Widerstand bei der Gunndiode erklärt (Ridley-Watkins-Hilsum Theorie, RWH).
2001 erhielt er die Dirac-Medaille (IOP). Er war Fellow der Royal Society (1994) und des Institute of Physics (1972) sowie der American Physical Society (1992).

## Schriften
- Time, Space and Things, Cambridge University Press 1976, 3. Auflage 1995
- The Physical Environment, Ellis Horwood 1979
- Quantum Processes in Semiconductors, Oxford, Clarendon Press, 1982, 4. Auflage 1999
- Electrons and Phonons in Semiconductor Multilayers, Cambridge University Press 1997, 2. Auflage 2009
- On Science, Routledge 2001
- Reforming Science: Beyond Belief, Imprint Academic 2010